# Andreas Matt
Andreas Matt (Zams, 19 oktober 1982) is een Oostenrijkse freestyleskiër. Matt vertegenwoordigde zijn vaderland op de Olympische Winterspelen 2010 in Vancouver, Canada. Hij is de jongere broer van alpineskiër Mario Matt.

## Carrière
Matt maakte zijn wereldbekerdebuut op 7 januari 2004 in Les Contamines, drie dagen later scoorde hij in Pozza di Fassa zijn eerste wereldbekerpunten. In februari 2007 bereikte hij in Les Contamines voor de eerste maal in zijn carrière de top tien. Op de wereldkampioenschappen freestyleskiën 2007 in Madonna di Campiglio eindigde de Oostenrijker op de zesde plaats. In maart 2008 stond hij in Valmalenco voor het eerst op het podium van een wereldbekerwedstrijd.
In januari 2009 boekte Matt in Les Contamines zijn eerste wereldbekerzege. In Inawashiro nam de Oostenrijker deel aan de wereldkampioenschappen freestyleskiën 2009, op dit toernooi veroverde hij de wereldtitel op het onderdeel skicross. Tijdens de Olympische Winterspelen van 2010 in Vancouver sleepte hij de zilveren medaille in de wacht op de skicross.
Op de wereldkampioenschappen freestyleskiën 2011 in Deer Valley legde Matt, op de skicross, beslag op de bronzen medaille. In Voss nam de Oostenrijker deel aan de wereldkampioenschappen freestyleskiën 2013, op dit toernooi eindigde hij als zestiende op de skicross.

## Resultaten

### Olympische Spelen
| Jaar | Plaats    | Resultaten |
| ---- | --------- | ---------- |
| 2010 | Vancouver | Skicross   |

### Wereldkampioenschappen
| Jaar | Plaats               | Resultaten   |
| ---- | -------------------- | ------------ |
| 2007 | Madonna di Campiglio | 6e Skicross  |
| 2009 | Inawashiro           | Skicross     |
| 2011 | Deer Valley          | Skicross     |
| 2013 | Voss                 | 16e Skicross |

### Wereldbeker
Eindklasseringen
| Seizoen   | Algm   | SX   |
| --------- | ------ | ---- |
| 2003/2004 | 143e   | 37e  |
| 2004/2005 | 156e   | 59e  |
| 2005/2006 | 80e    | 22e  |
| 2006/2007 | 56e    | 15e  |
| 2007/2008 | 39e    | 11e  |
| 2008/2009 | 16e    | 6e   |
| 2009/2010 | 10e    | 4e   |
| 2010/2011 | Zilver | Goud |
| 2011/2012 | 11e    | 5e   |
| 2012/2013 | 61e    | 13e  |

Wereldbekerzeges
| Datum            | Plaats                  | Onderdeel |
| ---------------- | ----------------------- | --------- |
| 10 januari 2009  | Les Contamines-Montjoie | Skicross  |
| 20 januari 2010  | Blue Mountain           | Skicross  |
| 29 januari 2011  | Grasgehren              | Skicross  |
| 3 maart 2011     | Grindelwald             | Skicross  |
| 10 maart 2011    | Branäs                  | Skicross  |
| 18 december 2011 | Innichen                | Skicross  |
| 15 december 2013 | Val Thorens             | Skicross  |